# Scopus
Scopus или «Ско́пус» — единая библиографическая и реферативная база данных рецензируемой научной литературы, созданная в 2004 году академическим издательством Elsevier (рус. Эльзеви́р). Доступ к Scopus осуществляется по институциональной подписке. На январь 2020 года в Scopus было проиндексировано около 77,8 млн публикаций из более чем 25 100 изданий, более 9,8 млн докладов с конференций и 44 млн патентов.
Пользователи Scopus могут осуществлять поиск по ключевым словам, фразам, названию статьи или журнала. Выданные системой результаты фильтруются по году публикации, теме, аффилиации, типу документов. Также в базу данных встроены инструменты отслеживания, анализа и визуализации данных.
Все включённые в Scopus периодические издания проходят проверку Консультативным советом по отбору контента (англ. Content Selection & Advisory Board). При этом издания обязаны поддерживать высокое качество своих публикаций — ежегодно их проверяют на предмет соответствия минимальным требуемым показателям индекса Хирша, CiteScore, SCImago Journal Rank (SJR), Source Normalized Impact per Paper (SNIP).

## Создание
В 2002 году команда сотрудников Elsevier в Амстердаме приступила к созданию базы данных научной литературы под названием Scopus. К тому моменту большинство университетов по всему миру были подписаны на другую крупную академическую базу данных — Web of Science (WoS), разработанную компанией Thomson Reuters. Несмотря на заявленную междисциплинарность, большинство индексированных WoS материалов принадлежали естественным, техническим и социальным наукам. Поэтому многие исследователи и библиотекари открыто заявляли о необходимости создания альтернативной поисковой системы с более широким охватом. Название было дано в честь молотоглава или Scopus umbretta — птицы из отряда пеликанообразных, известной своими навигационными навыками. Создатели увидели в этом аллегорию тому, как база данных поможет исследователям находить информацию. Также в переводе с латинского Scopus означает цель.
Создатели Scopus опирались на принципы ориентированного на пользователя проектирования. Поэтому бета-версия базы данных была протестирована на фокус-группе. Финальный вариант сайта был выпущен во второй половине 2004 года. На момент запуска коллекция Scopus состояла из более чем 27 млн научных работ.

## Принцип работы

### Доступные функции
Пользователи могут искать по ключевым словам, фразам, названию статьи или журнала. Результаты можно фильтровать по году публикации, теме, аффиляции, стране авторов, типу документов. По умолчанию Scopus выводит результаты поиска в хронологическом порядке — от поздних к ранним. Также доступны: том, выпуск, цифровой идентификатор объекта, electronic identifier, ISSN, ISBN, возможная информация о грантах, язык публикации, абстракт работы с основными заключениями, а также полный лист используемой литературы.
В декабре 2016 года Scopus внедрил CiteScore — численный показатель, отражающий среднее количество цитируемости недавних статей, опубликованных в этом журнале. Также пользователям видны две дополнительные журнальные метрики. Первая — это Source Normalized Impact per Paper (SNIP), показывающая различия в моделях цитирования между дисциплинами. SNIP журнала измеряют делением количества цитирований на статью на потенциал цитирования в предметной области. Другой показатель — SCImago Journal Rank (SJR) или взвешенная оценка престижности журнала. SJR рассчитывают на основе числа упоминаний/ссылок на статьи данного издания, а также значимости журналов, в которых они опубликованы. Чем выше SJR рейтинг журнала, тем ценнее публикация в нём. Пользователи могут просмотреть традиционные библиометрические индикаторы, такие как счёт цитирований и влияние публикаций (Field-Weighted Citation Impact), который сравнивает показатель цитирований работы с другими публикациями в той же тематической категории. Другой доступной пользователям информацией является количество добавлений документа в библиотеки Mendeley, а также частота упоминаний в медиа, в блогах или в социальных сетях, включая Твиттер, Facebook, Google+, Reddit.
Система позволяет визуализировать и отслеживать поисковые запросы через такие инструменты, как journal analyzer (для сравнения источников), графики индекса Хирша, цитирований и таблиц. Также доступна опция Scopus Custom Data (SCD) — XML-копия базы данных Scopus в определённый момент времени или подмножество публикаций за выбранный период. Опцию SCD используют Организация экономического сотрудничества и развития, Национальный научный фонд (США), Европейский исследовательский совет, Siemens. Другая функция — Curriculum vitae portals, позволяющая извлечь CV авторов с листом публикаций и цитирований из Scopus. Особую пользу инструмент представляет для институтов, желающих создать систему профилей исследователей для своих сотрудников.
Scopus составляет обширную базу данных авторов индексируемых работ. Профили «связаны» с системой ORCID, созданной в 2012 году в виде незапатентованного буквенно-цифрового кода, используемого для идентификации научных авторов. Совпадения имён и разные варианты написания одной и той же организации значительно усложняют процесс идентификации. Однако Scopus внедряет алгоритм Scopus Affiliation Identifier для всех материалов, точность его работы составляет 99 %. Когда исследователь публикует свою первую работу, система создаёт новый профиль с его именем и единственной указанной публикацией. Важным аспектом базы данных Scopus является высокий охват и доступность имён даже для относительно старых записей: от 25 % авторств в 1970—1974 годах, 52 % в период за 1995—1999 годы и до 82 % в 2015—2019 годах.

### Отбор журналов
Периодические издания могут подать заявку на включение в Scopus. Для этого они должны соответствовать пяти минимальным критериям: рецензировать статьи, выходить на регулярной основе, иметь зарегистрированный ISSN, публиковать аннотации и названия на английском языке, а редакционная политика должна включать протоколы по этике и злоупотреблению служебным положением. Соответствующие этим критериям издания проходят оценку Консультативного совета по отбору контента (англ. Content Selection & Advisory Board), действующего с 2009 года. В нём состоят 17 международных учёных, каждый из которых представляет отдельную научную дисциплину. Члены Совета собирают дополнительную информацию об издании, например, о содержании, политике журнала, доступности онлайн. В отдельных случаях Совет может предоставить изданию рекомендации по улучшению качества журнала для дальнейшего включения в систему. Ежемесячно в базу данных Scopus попадают около 30-70 % от всех подающих заявку публикаций. Подобный подход направлен на создание тщательно отобранной коллекции. Это отличает систему от одного из ближайших конкурентов Google Scholar, который использует поисковых роботов для индексации любого материала, который соответствует критериям «научности».
После включения в базу данных издания обязаны поддерживать высокое качество своих публикаций. Ежегодно Scopus проводит анализ всех индексируемых периодических изданий на предмет соответствия индексу Хирша, CiteScore, SCImago Journal Rank, Journal ranking.

## Коллекция
Scopus считают крупнейшей базой данных рецензируемой научной литературы. Все источники делят на две основные категории: периодические и непериодические. Первая включает в себя все ресурсы, имеющие международный стандартный сериальный номер. Как правило, это журналы, серии книг, некоторые серии докладов с конференций. Во вторую группу входят одиночные книжные публикации, которым присвоен международный стандартный книжный номер. Также Scopus индексирует главы из сборников, редакционные статьи (обращения редакторов, экспертные мнения), письма, примечания, обзоры и рецензии. Наиболее широко представлено поле медицинских и физических наук, в то время как индексация публикаций по социальным наукам несколько отстаёт. По сравнению с WoS база данных Scopus содержит больше информации о цитированиях работ по химии и химическому анализу, машиностроению, пищевой промышленности и экономике.
Основу Scopus составили материалы из Embase и GEOBASE, впоследствии коллекцию расширяли за счёт периодических и непериодических изданий. В 2013 году Scopus инициировала проект по массовой индексации непериодических публикаций. Формально он был завершён в 2015-м, однако даже спустя три года в его рамках продолжали добавлять ежегодно до 20 000 работ. В 2014 году стартовала похожая программа по индексации докладов с конференций, поскольку в сферах инженерии и компьютерных наук такие публикации представляют бо́льшую ценность, нежели журнальные статьи. С 2014 по 2017 год Scopus расширила индексацию цитируемых ссылок — с 1996 по 1970 год. Всего за этот промежуток времени в базу данных было добавлено 195 млн цитирований. Также Scopus индексирует информацию о патентах, выдаваемых пятью основными патентными ведомствами: Ведомством по патентам и товарным знакам США, Европейским патентным ведомством, Японским патентным ведомством, Всемирной организацией интеллектуальной собственности и UK Intellectual Property Office. Информация интегрируется из базы данных дочерней компании Elsevier LexisNexis. Пользователям Scopus доступны название патента, авторы, год публикации, номер, ссылки на полное описание.
На 2021 год система индексировала материалы из более чем 5000 научных издательств, включая Elsevier (11 % проиндексированных наименований), Springer Nature (9 %), Wiley-Blackwell (5 %), Taylor & Francis (5 %), Sage Group (2 %), Wolters Kluwer Health (2 %), а также Directory of Open Access Journals. Ежегодно база данных пополняется на 3 млн новых работ, 120 тыс. докладов с конференций и 206 тыс. книг. Всего к январю 2020 года в Scopus было добавлено около 77,8 млн публикаций из более чем 25 100 изданий, более 9,8 млн докладов с конференций и 44 млн патентов.

## Использование
Библиометрические данные из Scopus используют для составления рейтингов университетов. В их число входят QS World University Rankings, Academic Ranking of World Universities, SCImago Journal Rank и многие другие. Также на базу данных опираются множество аналитических публикаций, спонсируемых университетами, правительственными и международными организациями. Такие анализы зачастую посвящены институциональной и междисциплинарной мобильности исследователей, а также тенденциям в библиометрике.
Метрику Scopus часто используют для оценки качества исследований, проводимых в рамках национальных грантов. Так, в 2010 году Австралийский исследовательский совет опирался на базу данных для оценки работы проекта «Превосходство в исследованиях для Австралии». В 2014 году аналогичным образом оценивали британскую программу Research Excellence Framework 2014 года, проводимую Higher Education Funding Council for England и финансируемую органами Шотландии, Уэльса и Северной Ирландии. Основываясь на данных из Scopus, Elsevier предоставил инструмент анализа результатов REF, позволивший сравнить эффективность работы британских вузов по нескольким контрольным показателям. Scopus также использовали для оценки работы национальных образовательных учреждений в Португалии в 2013—2014 годах (программа «Fundação para a Ciência e Tecnologia»), оценки VQR («Valutazione della Qualità della Ricerca») в Италии (2012—2013, 2016—2017), National University Corporation Evaluation в Японии (2016—2017), а также немецкой программе Empfehlungen für Radverkehrsanlagen.
В 2010 году Высшая аттестационная комиссия при Министерстве науки и высшего образования Российской Федерации постановила, что для соискания учёной степени доктора и кандидата наук основные научные результаты должны быть опубликованы в WoS или Scopus. В марте 2022 года из-за вторжения российских войск в Украину Scopus и Web of Science объявили о закрытии доступа российским и белорусским научным организациям. Доступ для российских пользователей был окончательно заблокирован в начале мая 2022 года. Поэтому Правительство Российской Федерации начало обсуждение возможности формирования новой системы оценки научных результатов и отказа от требований к учёным публиковаться в журналах, индексируемых в базах данных WoS и Scopus.

## Критика
Исследование нидерландских учёных от 2019 года показало, что CiteScore нуждается в доработке — 3,4 % индексированным работам недоставало цитирований. При этом была найдена необъективность в работе алгоритма Scopus. Издания, принадлежащие крупнейшему конкуренту Elsevier Springer Nature, в среднем получали на 40 % меньше баллов, а публикации Elsevier — на 25 % больше, чем в других аналогичных метриках. Непропорционально представлены и журналы из некоторых географических зон — на 2014 год в Scopus была информация только о 726 из 4882 индексированных в Latindex журналов. Это означает, что ежегодно в среднем около 83 120 публикаций из стран Латинской Америки остаются незамеченными. «Эксклюзивный» подход к индексации проигрывает по сравнению с принципом работы конкурентной платформы Google Scholar. Исследование 2019 года показало, что благодаря автоматизированному подходу Google Scholar смог найти большинство ссылок на статьи по социальным наукам (94 %), тогда как Scopus нашёл только 43 %.
Другой проблемой является наличие в базе данных Scopus так называемых хищнических журналов. Только за три года в них было опубликовано более 160 тыс. статей, что составило почти 3 % исследований, проиндексированных в Scopus за этот промежуток времени. Их присутствие в Scopus и других популярных исследовательских базах данных может привести к распространению некачественной научной литературы.